# Ripollès
Le Ripollès est une comarque de Catalogne située dans la province de Gérone, dans les vallées de Ribes et de Camprodon. Elle couvre 956 km² soit 3 % de la Catalogne.
Elle partage sa frontière avec les comarques de Basse-Cerdagne (communément Baixa Cerdanya mais officiellement Cerdanya en catalan), de Berguedà, d'Osona et de Garrotxa en Espagne, et avec le Vallespir, le Conflent et la Cerdagne française (aussi appelée Haute-Cerdagne en français, ou en catalan Alta Cerdanya) de l'autre côté de la frontière.

## Carte
| Anoia Bages Segarra Solsonès Conca de · Barberà Moianès Osona Berguedà Basse · Cerdagne Alt · Urgell Pallars · Sobirà Val d'Aran Alta · Ribagorça Pallars · Jussà Noguera Urgell Pla · d'Urgell Segrià Garrigues Alt · Penedès Baix · Llobregat Barcelonès Vallès · Occidental Maresme Vallès · Oriental Ripollès Garrotxa Alt Empordà Pla de · l'Estany Gironès Selva Baix · Empordà Garraf Baix · Penedès Tarragonès Alt · Camp Baix · Camp Priorat Ribera · d'Ebre Terra · Alta Baix Ebre MontsiàFrance Pyrénées-Orientales Ariège Haute · Garonne Andorre Aragon Communauté valencienneMer Méditerranée |

## Communes
| Communes                   | Population |
| -------------------------- | ---------- |
| Campdevànol                | 3 432      |
| Campelles                  | 114        |
| Camprodon                  | 2 446      |
| Gombrèn                    | 229        |
| Llanars                    | 546        |
| les Llosses                | 261        |
| Molló                      | 336        |
| Ogassa                     | 262        |
| Pardines                   | 162        |
| Planoles                   | 313        |
| Queralbs                   | 202        |
| Ribes de Freser            | 2 044      |
| Ripoll                     | 10 762     |
| Sant Joan de les Abadesses | 3 621      |
| Sant Pau de Segúries       | 669        |
| Setcases                   | 180        |
| Toses                      | 163        |
| Vallfogona de Ripollès     | 221        |
| Vilallonga de Ter          | 437        |

## Géographie

### Relief
- Pic de Costabonne
- Pic de la Fossa del Gegant
- Pic du Géant
- Puigmal
- Roc Colom

## Sites et monuments
La vallée du Ripollès héberge deux prestigieux monastères :
- Monastère de Santa Maria de Ripoll. Incendié en 1835, l'édifice roman originel a été reconstruit au XIXe siècle. Seul son portail sculpté, véritable « bible de pierre », est demeuré intact. Monument funéraire de Guilfred Ier le Velu, premier comte de Barcelone et fondateur du monastère, en 880.
- Monastère de Sant Joan de les Abadesses. Un joyau du roman catalan, également fondé par Guilfred Ier et agrandi au XIIe siècle. Parmi ses chefs-d’œuvre : une descente de croix en bois polychrome de 1251 ; dans l'église, le cloître gothique ; les sculptures et tissus d'Orient exposés au musée.